# Michael Rabin
Michael Oser Rabin (Wrocław, 1 de setembro de 1931) é um informático israelita.
É conhecido por seu trabalho em criptologia em conexão com os números primos e e no âmbito da teoria dos autômatos. Sua filha Tal Rabin dirige o Grupo de Pesquisas sobre Criptologia e Privacidade no Centro de Pesquisas Thomas J. Watson da IBM.

## Biografia
Seu pai foi rabino. A família imigrou para a Palestina em 1935. Rabin estudou na Universidade Hebraica de Jerusalém, com doutorado pela Universidade Princeton.
Recebeu juntamente com Dana Scott o Prêmio Turing de 1976, pela introdução do não-determinismo em Finite Automata and Their Decision Problem (1959). Recebeu em 1995 o Prêmio Israel. Baseado em um método de Gary Miller desenvolveu em 1975 o teste de primalidade de Miller-Rabin.
Também desenvolveu o sistema criptográfico de Rabin, em 1979. Em 2001 elaborou, juntamente com Yan Zong Bing, um sistema absolutamente (sic) seguro e ao mesmo tempo prático para transmissão de dados.
Foi palestrante convidado do Congresso Internacional de Matemáticos em Nice (1970 - Decidability and definability in second order theories) e em Varsóvia (1983).